# Crows Fly Black
Crows Fly Black es el séptimo álbum de estudio de la banda finlandesa de heavy metal Tarot lanzado el 27 de octubre de 2006.De este álbum solamente saco el sencillo You y el video musical Ashes to the Stars. Este es el primer álbum que acredita a Tomi Tumple Salmela como miembro oficial, a pesar de pertenecer al grupo desde muchos años atrás.

## Canciones
1. Crows Fly Black (6:39)
2. Traitor (3:39)
3. Ashes To The Stars (5:25)
4. Messenger Of Gods (4:23)
5. Before The Skies Come Down (4:06)
6. Tides (5:34)
7. Bleeding Dust (4:19)
8. You (3:44)
9. Howl! (4:22)
10. Grey (4:49)
11. *Veteran of Psychic Wars (Bonus TracK) (5:06)

## Posicionamiento
| Posición | 5 | 12 | 29 |  |  |  |  |  |  |  |  |  |  |  |  |  |  |  |  |  |

## Créditos
- Marco Hietala – Vocalista y apoyo vocalista, bajo, guitarra acústica
- Zachary Hietala – Guitarra
- Janne Tolsa – Teclado
- Pecu Cinnari: – Batería
- Tuple Salmela – Muestra y apoyo vocalista

## Músicos invitados
- Emppu Vuorinen (Nightwish) - segunda parte del solo en Traitor
- MC Rakka Pee (Turmion Kätilöt) - apoyo vocalista

- Datos: Q3005481